# Amour sans lendemain
Cet article concerne le film. Pour le phénomène social d'amour sans lendemain, voir Coup d'un soir.
Amour sans lendemain (titre original en italien : Un tentativo sentimentale) est une production italienne réalisée par Pasquale Festa Campanile et Massimo Franciosa, et sortie en 1963.

## Synopsis
Dino et Carla se rencontrent et passent la nuit dans une maison déserte au bord de la mer. Ils sont tous deux mariés mais leurs couples respectifs sont en crise. Ils signent un pacte selon lequel si l'un d'eux ne se présente pas à l'un de leurs rendez-vous à venir, alors c'en sera fini de leur relation. Au bout d'un moment, Carla prend la décision de quitter son mari. Malheureusement Dino, mal à l'aise face à situation aussi incertaine, choisit de ne plus la rejoindre. Le hasard toutefois s'en mêle : leurs routes se croisent à nouveau.

## Fiche technique
- Titre du film : Amour sans lendemain
- Titre original : Un tentativo sentimentale
- Réalisation : Pasquale Festa Campanile, Massimo Franciosa
- Assistant réalisateur : Luigi Magni
- Scénario : Pasquale Festa Campanile, Massimo Franciosa, Elio Bartolini, Luigi Magni
- Directeur de la photographie : Ennio Guarnieri - Noir et blanc
- Script girl : Mirella Gamacchio
- Cameraman : Danilo Desideri
- Décors et costumes : Lucia Mirisola
- Ensemblier : Frances Cuppini
- Musique : Piero Puccini
- Montage : Ruggero Mastroianni
- Son : Mario Faraoni
- Perchman : Primano Muratori
- Coiffeur : Alessandro Jacopini
- Maquillage : Nilo Jacopini
- Producteurs : Luciano Perugia, Nello Meniconi
- Administratrice de production : Gianna Di Michele
- Société de production : Franca Film - Cinematografica Federiz, Rome - Francoriz, Paris.
- Sociétés de distribution : Cineriz (Italie), CFDC (France)
- Durée : 92 minutes
- Pays d'origine :  Italie
- Sortie en Italie : septembre 1963 (Mostra de Venise)
- Sortie en Italie : 4/10/1963
- Sortie en France : 13/10/1964

## Distribution
- Françoise Prévost : Carla
- Jean-Marc Bory : Dino, son amant
- Letícia Román : Luciana, la femme de Dino
- Giulio Bosetti : Alberto, l'ami de Dino
- Barbara Steele : Silvia
- Gabriele Ferzetti : Giulio, le mari de Carla
- Maria Pia Luzi : Irene, la fiancée de Brunello
- Marino Masè : Piero, le beau-frère de Dino
- Franco Mariotti : Paolo
- Nino Segurini : Brunello, le fiancé d'Irene
- Maria Teresa Orsini : L'amie